# 惣無事令
惣無事令（中文：總無事令，惣是揔的訛字，揔古同總），是由豐臣政權來規定大名之間若是因領土等問題起了爭執，不可進行私鬥，必須由豐臣家進行仲裁、調停、和協商；違者即會招受豐臣政權的嚴厲處罰，例如剝奪祿位，甚至是下詔討伐。
學者藤木久志認為，惣無事令是由於刀狩令及海上賊船禁止令、喧嘩停止令等一連串抑制私鬥的法令，合併為豐臣平和令的概念而來，也是受到神聖羅馬帝國的領土平和令影響。
惣無事令分別於1585年（天正13年10月）在九州地方、1587年（天正15年12月）在關東・奥羽地方制定。由於惣無事令的發佈，給予九州征伐及小田原征伐的名義。尤其是後北条氏討伐後造成北条氏政切腹、以及伊達政宗、南部信直、最上義光等東北大名歸順事宜的連繫（奥州仕置）。惣無事令於天正16年後陽成天皇御幸聚樂第之際，参與集會的全國諸大名向關白秀吉表示絕對服從，並遞交誓紙，違背者將遭受討伐、滅族、領土沒收或減封（轉封）等嚴厲處罰。總之，天下統一後，惣無事令的成立，是豐臣政權的最高支配原則。